# Grandchamps-des-Fontaines
Grandchamps-des-Fontaines – miejscowość i gmina we Francji, w regionie Kraj Loary, w departamencie Loara Atlantycka.
Według danych na rok 2010 gminę zamieszkiwało 4837 osób, a gęstość zaludnienia wynosiła 143 osoby/km².